# Al Keller
Alvah „Al“ Keller (* 11. April 1920 in Alexander; † 19. November 1961 in Phoenix) war ein US-amerikanischer Automobilrennfahrer. Er nahm u. a. zwischen 1955 und 1959 an fünf zur Formel-1-Weltmeisterschaft zählenden Rennen teil.

## Karriere
Seine beste Startposition erzielte er 1957 mit dem achten Rang auf einem Kurtis Kraft des Pat-Clancy-Teams. Aber auch bei diesem Rennen schied er durch einen Unfall aus. Keller startete nur bei diesen Rennen in der Formel 1, ansonsten fuhr er in den USA Rennen.
Von 1949 bis 1956 startete er bei 29 Rennen der NASCAR-Serie. 1954 konnte er dabei zweimal gewinnen. Er war dabei der erste Fahrer, der auf einem nicht in den USA gefertigten Fabrikat, einem Jaguar beim Grand National road-race auf dem Linden Airport in New Jersey gewinnen konnte. Erst 54 Jahre später siegte Kyle Busch mit einem Toyota beim Atlanta 500 auf dem Atlanta Motor Speedway wieder mit einem nicht-amerikanischen Fabrikat.
Von 1954 bis 1961 startete Keller in der AAA- bzw. USAC-Meisterschaft, einer Vorläuferserie der IndyCar Series, wobei er in 39 Rennen 13-mal unter den Top Ten einlief. Seine besten Einzelplatzierungen waren zwei zweite Plätze und der 5. Rang im Endklassement von 1961.
Al Keller starb am 19. November 1961 infolge seiner Verletzung bei einem Rennunfall auf den Arizona State Fairgrounds.